# Odontopera fusca
Odontopera fusca är en fjärilsart som beskrevs av Barend J. Lempke 1951. Odontopera fusca ingår i släktet Odontopera och familjen mätare. Inga underarter finns listade i Catalogue of Life.